# Morgan Williams
Pour les articles homonymes, voir Williams.
Morgan Andrew Williams, né le 17 avril 1976 à Kingston (Canada), est un joueur canadien de rugby à XV. Il joue en équipe du Canada et évolue au poste de demi de mêlée (1,83 m pour 84 kg).

## Carrière

### En club
- Cole Harbour RFC  Canada
- Nova Scotia Keiths  Canada
- 1999-2000 : CA Bègles-Bordeaux  France
- 2000-2002 : Stade français Paris  France
- 2002-2005 : Saracens  Angleterre
- 2005-2006 : Stade français Paris  France
- 2006-2007 : SC Albi  France

Le 19 mai 2001, il est titulaire en finale de la Coupe d'Europe, associé à la charnière à Diego Dominguez, au Parc des Princes à Paris face au Leicester Tigers mais les Anglais s'imposent 34 à 30 face aux Parisiens.

### En équipe nationale
Il a honoré sa première cape internationale en équipe du Canada le 3 juillet 1999 à l’occasion d’un match contre l'équipe des Tonga.

## Palmarès

### En club
- Finaliste de la coupe d'Europe : 2001

### En équipe nationale
- 56 sélections en équipe du Canada dont 7 fois en tant que capitaine
- 68 points (13 essais, 1 drop-goal)
- Sélections par année : 6 en 1999, 7 en 2000, 4 en 2001, 7 en 2002, 10 en 2003, 3 en 2004, 4 en 2005, 6 en 2006, 6 en 2007, 3 en 2008

En coupe du monde :
- 2007 : 4 matchs (4 comme titulaire), 1 essai
- 2003 : 3 matchs (3 comme titulaire)
- 1999 : 3 matchs (3 comme titulaire), 3 essais